# Piekarnia Zakonu Maltańskiego
Piekarnia Zakonu (ang. Bakery of the Order), znana też jako Forni della Signoria (malt. L-Ifran tas-Sinjurija) – nieistniejąca już piekarnia w Valletcie na Malcie. Założona około roku 1584, wytwarzała chleb dla mieszkańców Valletty i okolicznych terenów, oraz dla garnizonu Zakonu oraz jego floty.
Służyła też Francuzom, a później Brytyjczykom, aż do otwarcia w Birgu w roku 1845 nowej Royal Naval Bakery. Budynek został następnie przekształcony w magazyny, zanim popadł w stan zaniedbania. W końcu, w latach 30. XX wieku, został zburzony, a na jego miejscu postawiono Vincenti Buildings. Piekarnia dała nazwę jednej z głównych ulic Valletty – Old Bakery Street (ulica Starej Piekarni). 

## Historia
Plany budynku piekarni Zakonu powstały przed rokiem 1582, zbudowano ją około roku 1584, za rządów Wielkiego Mistrza Huguesa de Vardalle. Powstała na miejscu mniejszych piekarni, istniejących od lat 70. XVI wieku. Projekt budynku przypisywany jest maltańskiemu architektowi Girolamo Cassarowi, który również był autorem projektów innych budynków w Valletcie. W piekarni wypiekano większą część chleba dla mieszkańców Valletty i Floriany, jak też dla szpitala Zakonu, więzienia, galer oraz garnizonu.

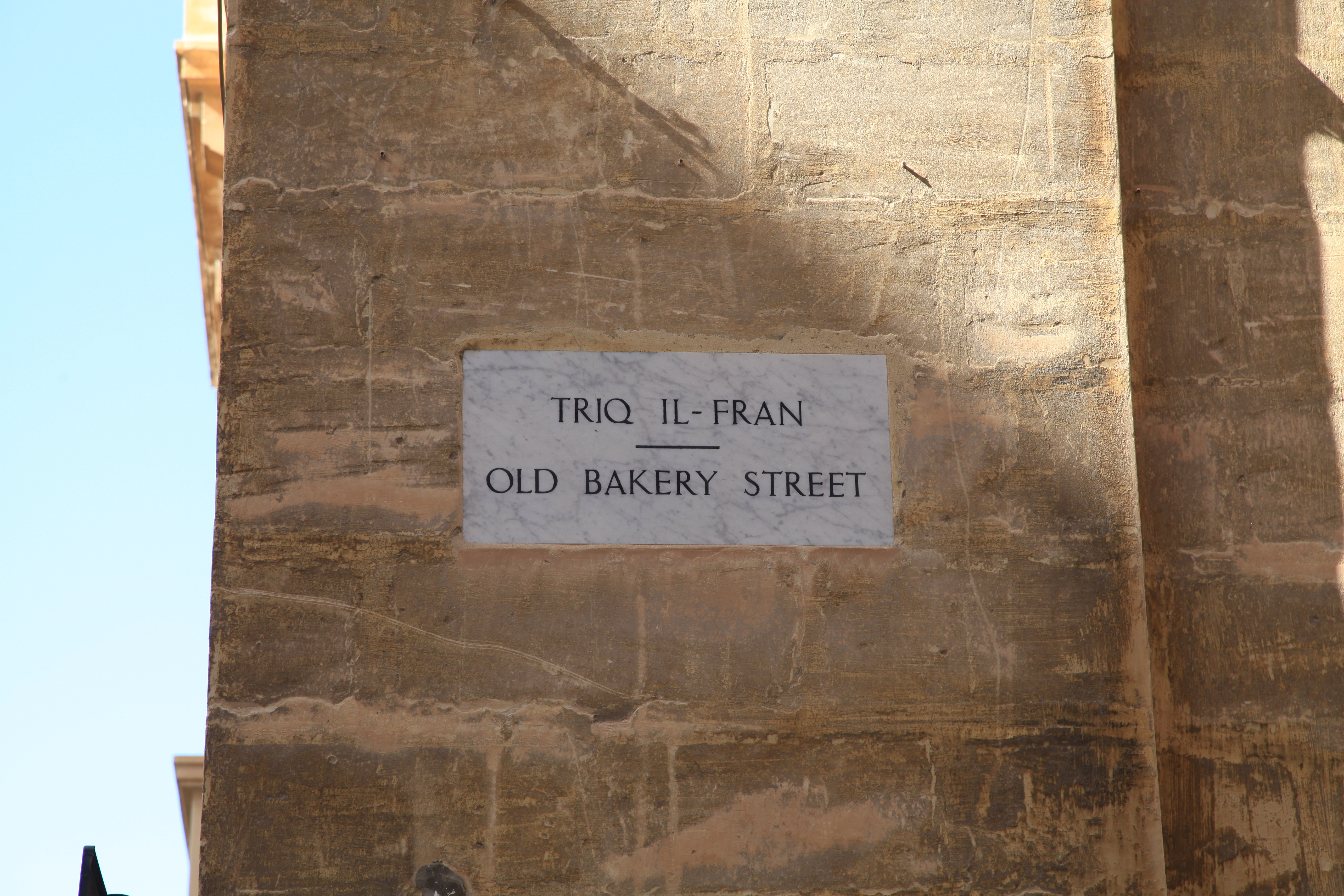
Budynek dał nazwę Strada Forni, dziś Old Bakery Street

Podczas francuskiej okupacji Malty w piekarni wypiekano chleb dla francuskiego garnizonu, była ona strzeżona w czasie blokady 1798-1800 roku. W tym czasie ulica, przy której ulokowana była piekarnia, oryginalnie nazywana Strada San Giovanni Battista, została przemianowana na Rue des Fours (z fr. ulica Piekarni). Później, w czasie okresu brytyjskiego, była znana jako Strada Forni w języku włoskim, a od roku 1926 znana jest pod nazwą Old Bakery Street. W języku maltańskim jest znana jako Triq il-Fran lub Triq l-Ifran, lecz przez mieszkańców Valletty jest ciągle popularnie nazywana Strada Forni.
Piekarnia przetrwała początek XIX wieku, wciąż dostarczając chleb dla brytyjskiego wojska. Przestała być używana, kiedy w roku 1845 uruchomiona została w Birgu Royal Naval Bakery. Przez pewien czas wykorzystywano ją jako magazyny, składy towarów, aż popadła w stan zaniedbania. Mówi się, że zginął tam bawiący się mały Anglik, kiedy część budynku się zawaliła.

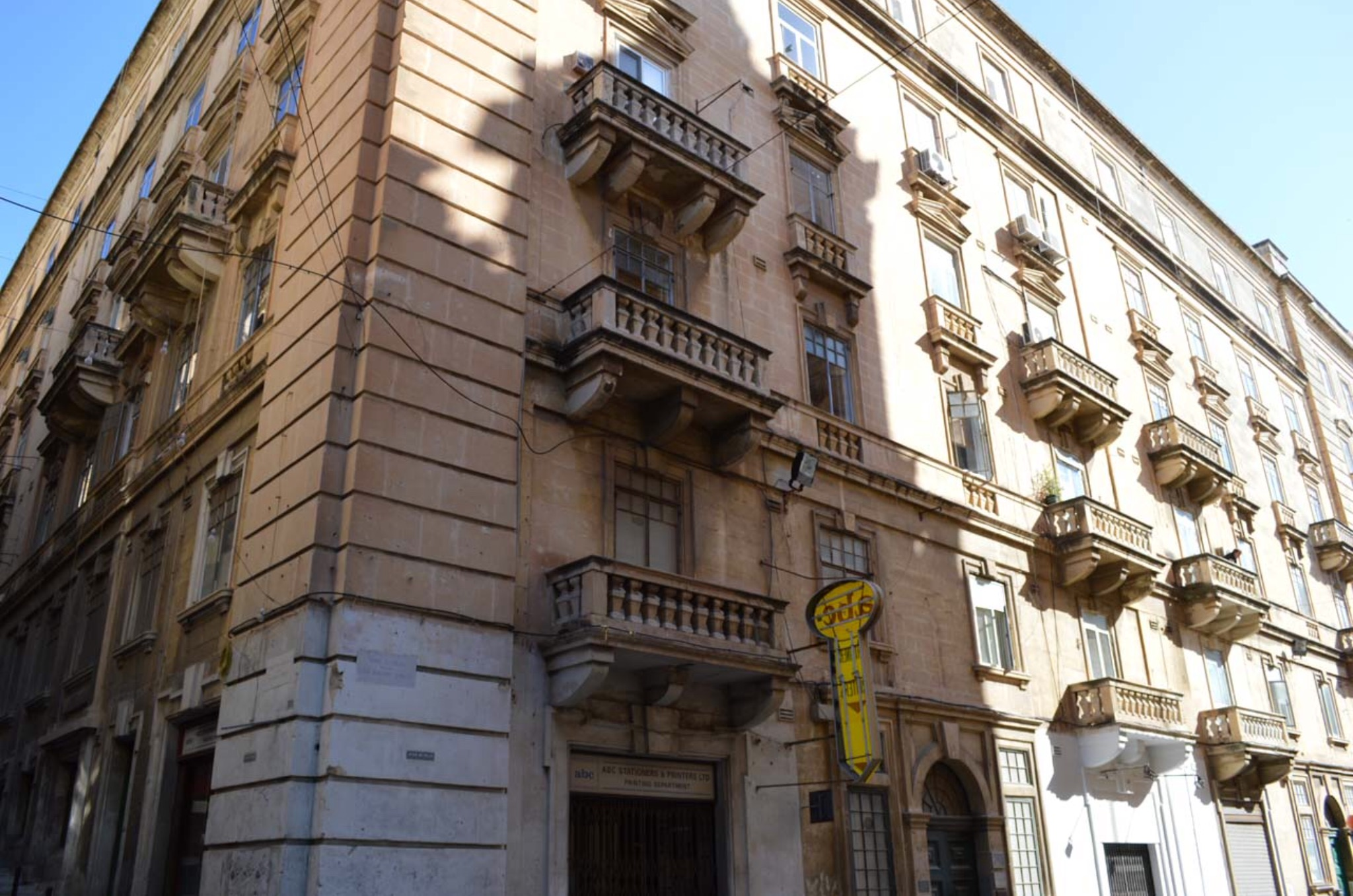
Na miejscu piekarni stoi teraz Vincenti Buildings

W połowie lat 30. XX wieku była piekarnia została zakupiona przez architekta Gustavo Romeo Vincentiego. Cały kompleks został zburzony i zastąpiony przez secesyjny budynek mieszczący biura oraz część mieszkalną, znany, od imienia architekta, jako Vincenti Buildings.
W marcu 2010 roku robotnicy Enemalta, podczas prac nawierzchniowych na Strait Street, odkopali pozostałości fundamentów piekarni. Składały się z części muru, wysokiego na cztery warstwy cegieł, mającego podłoże skalne za bazę.
W rezerwowej kolekcji Heritage Malta w Pałacu Inkwizytora w Birgu znaleziona została drewniana makieta piekarni, pochodząca prawdopodobnie z okresu brytyjskiego.

## Architektura
Piekarnia Zakonu znajdowała się w kwartale ulic Old Bakery Street, Melita Street, St. John Street oraz Strait Street. Jej główna fasada była na Old Bakery Street, mając po przeciwnej stronie ulicy kościół św. Augustyna. Składała się z centralnego traktu z dwoma pochyłymi dachami, oraz wysokiej na trzy kondygnacje sekcji po każdej stronie. Miała dwie główne bramy, lecz były też inne wejścia od Strait Street.